# Meditacija
Meditacija (lat. meditatio, razmišljanje, udubljivanje, usredotočenje) je duhovna vježba u kojoj meditant svoju pažnju sistematično i planski usmjerava prema određenom sadržaju. To je vrlo širok i labavo definiran pojam koji obuhvaća značenja od intelektualnog promišljanja neke teme preko religijskih kontemplativnih praksi do onih samoanalitičnih i dekonstrukcijskih. U svim tim značenjima postoji u gotovo svim razvijenim kulturama, a danas se u javnoj svijesti i svakodnevnom govoru sve vise poistovjećuje s kontemplativnim praksama proizašlima iz istočnih religija.
Metode i ciljevi kontemplativnih praksi vrlo su različiti. U tradicionalnim religijskim okvirima ovise o filozofsko-teološkom zaleđu pojedine vjerske skupine, a u moderna se vremena sve vise koristi u rekreativne, samoterapijske i terapijske svrhe.
U kršćanstvu se od meditacije očekuje oslobađanje čovjeka od ovozemaljskog, što mu omogućava da stvari sagledava sa stajališta vječnosti (sub specie aeternitatis). Prema Tomislavu Ivančiću meditacija je jedan od oblika molitve. 
U ovom smislu put do Boga obično započinje čitanjem Biblije (lectio) i molitvom naglas  (oratio) ili unutarnjim razmatranjem.

## Tehnike
Postoji nepregledan broj različitih meditativnih tehnika. Razlikuju se po tradicionalnoj vjerskoj pozadini, prema namjeni i po uputama pojedinih učitelja ili iscjelitelja.
Tehnike meditacije se mogu podijeliti u dvije kategorije:
- fizički pasivna meditacija, s koncentracijom na samu duhovnu djelatnost
- meditacija u sklopu neke izvanjske aktivnosti

Možemo ih također podijeliti na:
- vježbe koncentracije - aktivnu fokusiranu vježbu, tu po karakteru možemo uvrstiti i teističke devocijske prakse (fokusiranost na Boga ili božanstvo)
- prakse relaksacije - pasivnu prijemčivu vježbu
- prakse uvida - nepristrano samopromatranje s ciljem boljeg razumijevanja unutarnjih psiholoških procesa ili pokušaj stjecanja uvida u razne duhovne "misterije"

Također ih možemo podijeliti i na:
- religijske
- filozofske i metafizičke (nerelgijske)
- sekularne

U sekularnim okvirima postoji niz istraživanja koja pokazuju korist meditacije po psihofizičko zdravlje pojedinca, a koristi se i u sklopu nekih terapijskih postupaka, posebno u posljednjoj generaciji kognitivno-bihevioralnih pravaca psihoterapije. No postoje i dokumentirana negativna iskustva i pogoršanja kod nekih pojedinaca.

## Vanjske poveznice
- Budisticko drustvo Sechen  Arhivirana inačica izvorne stranice od 8. rujna 2015. (Wayback Machine)
- Budisticki centar (zen)
- Meditacija u theravada budizmu
- Joga blog  Arhivirana inačica izvorne stranice od 31. ožujka 2016. (Wayback Machine)